# 三浦實子
三浦實子（11月5日—），是日本漫画家。北海道出身。代表作為《貴族千金》、《綠夢》、《情歸何處》。

## 作品
- 偶像雙胞胎、2冊待續、原名
- 放課後~禁忌的課題、2冊待續、原名
- 可人兒、全10冊、原名《ＫＩＲＡＩ》
- 情歸何處、全7冊、原名
- 貴族千金、全6冊、原名《ＦＲＥＥ》
- 燦爛陽光在我心、全3冊
- 奇幻大冒險、全2冊、原名
- 綠夢、全7冊
- 銀鳥傳說、全1冊
- 16歲公主、全1冊
- 高校戰爭、全1冊
- 愛的甲子園、全1冊
- 愛之歌、全1冊
- 我相信你-寂寞的孩子們的故事、全1冊

## 外部連結
- （日語）BOOK倶楽部 三浦実子作品リスト